# 欧阳吟
欧阳吟（1940年4月—），男，江西彭泽人，中华人民共和国化学工程师、政治人物，曾任黑龙江省政协副主席，第九届全国人大代表，第十届全国政协委员。